# 제임스 린드

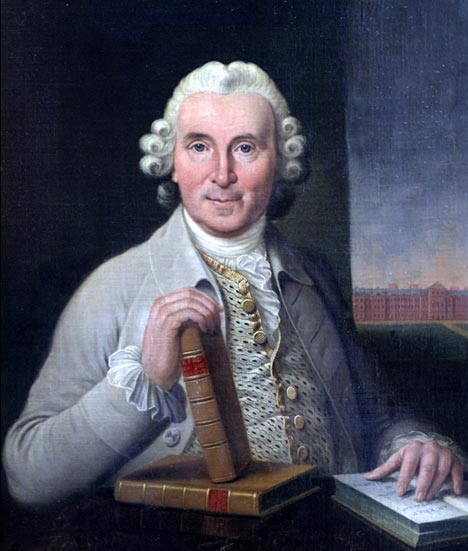

제임스 린드(James Lind, 1716년 10월 4일 ~ 1794년 7월 13일)는 스코틀랜드의 의사이다. 영국 왕립해군의 위생의 선구자였다. 최초의 임상시험들 가운데 하나를 수행함으로써 귤속 과일이 괴혈병을 치유한다는 이론을 세웠다.
린드는 해군 선박의 더 나은 환기, 선원의 신체와 옷과 침구류의 개선된 청결, 그리고 황과 비소를 이용한 주갑판 밑 훈증 소독의 건강상의 이점을 논했다. 또, 그는 바닷물을 증류시키면 민물을 얻을 수 있다고도 제안했다. 그의 업적은 예방의학과 개선된 영양학의 실천을 앞당겼다.